# Шерлок Холмс и чёрные человечки
«Шерлок Холмс и чёрные человечки» — анимационный фильм 2012 года Александра Бубнова, продолжение цикла о великом сыщике (первый мультфильм — «Шерлок Холмс и доктор Ватсон: Убийство лорда Уотербрука»). Состоит из шести серий примерно по шесть минут каждая. Средства на создание фильма были получены с применением краудфандинга.

## Сюжет мультфильма
Это история про знаменитого сыщика Шерлока Холмса и его неизменного спутника доктора Ватсона, которые расследуют запутанное дело о взрыве камина в Адмиралтействе и похищении из сейфа секретных документов. На экране появляются шаржированные киногерои из кинофильма «Приключения Шерлока Холмса и доктора Ватсона»: инспектор Скотланд-Ярда Лестрейд, миссис Хадсон, а также начальник секретного отдела адмирал Бенбоу и загадочные чёрные человечки.
Фильм начинается с того, что погруженный в хандру Холмс водит смычком по струнам скрипки. Внезапно по каминной трубе в гостиную влетает саквояж. Лондонский детектив-любитель считает, что это происки профессора Мориарти и запрещает Ватсону прикасаться к саквояжу, но тщетно: доктор, заткнувший уши пробками, чтобы не слышать скрипку, уже извлёк из саквояжа секретный чертёж с грифом морского ведомства Её Величества. По трубе в гостиную проникает чёрный человечек в переднике прислуги и забирает саквояж, но тут Ватсон напоминает о чертеже, и посетитель проявляет агрессию. Обыгран эпизод фильма Игоря Масленникова с кочергой, однако в мультфильме после серии попыток её выровнять кочерга остаётся искривленной. Пока Холмс возится с кочергой, чёрный человечек вырывает из рук Ватсона кусок чертежа и убегает. Холмс полагает, что тот вернётся за второй половиной, и действительно, вскоре приходит посетитель, которого доктор оглушает кочергой. Посетителем оказался инспектор Лестрейд, перепачканный сажей…
Пришедший в себя Лестрейд делится с Холмсом последними новостями о краже секретных чертежей из сейфа морского ведомства Её Величества. В свою очередь Холмс отдаёт инспектору уцелевшую часть секретного чертежа, сообщая о том, что вторая половина по-прежнему находится у похитителя. В результате Холмс приступает к расследованию и в компании доктора и инспектора отправляется на место преступления.
Перевязанный адмирал вынужден повторно изложить свою версию событий, которая заставляет доктора Ватсона предположить, что Бенбоу не вполне оправился от удара по голове. Однако проницательный Холмс, осмотрев кабинет и доверив обследование повреждений головы адмирала доктору, быстро восстанавливает хронологию событий. Наглый похититель, переодевшись прислугой, проник в кабинет адмирала, заехал тому кочергой по голове и украл чертёж из сейфа, открытого Бенбоу незадолго до того. Очнувшийся, но оглушённый адмирал подорвал дымоход, через который попытался скрыться грабитель, взрывчаткой, которую тот принёс для подрыва сейфа. Взрывной волной преступник с саквояжем был перемещён на крышу дома на Бейкер-стрит, при этом саквояж случайно влетел через дымоход в камин гостиной миссис Хадсон, и преступник бросился за ним…
Вернувшись на Бейкер-стрит, сыщики обнаруживают в квартире разгром: преступник возвращался за второй половиной чертежа. Низкорослый Лестрейд в поисках улик забирается через дымоход на крышу, где с соседних крыш его видят другие «чёрные человечки» и, принимая за своего, сообщают о встрече «на Боксёре». Сыщики отправляются на встречу (едва не перепутав место), где обнаруживают руководителя банды — шпиона Гуго Оберштейна. Не без труда сыщики справляются с ним и его подручными, однако шпион успевает отправить почтового ворона с одной из половинок чертежа в Берлин.
Много лет спустя подводные лодки, построенные в Великобритании и Германии по двум половинам чертежа, наконец, сходятся в сражении.

## Команда
- Автор сценария и режиссёр — Александр Бубнов
- Художники-постановщики — Александр Бубнов, Ирина Ковтун
- Композиторы — Евгений и Александр Гальперины
- Звукорежиссёры — Сергей Анисенко, Андрей Коринский
- Звукорежиссёр перезаписи — Олег Кульчицкий
- Художники — В. Березина, И. Романюк
- Аниматоры — Е. Алёхин, Л. Булаш, И. Вовкогон, А. Бубнов, Б. Бубнов, Т. Гагурина, И. Хоменко
- Постпродакшн — Д. Ломакин
- Роли озвучивали — Алексей Колган, Лариса Брохман
- Запись актёров: Студия «Белый звук» (Россия)
- Перезапись: Студия «Le Doyen» (Украина)

## Награды
- 2013 — XX Международный Фестиваль анимационных фильмов «Крок» : Диплом «За оригинальность прочтения классического детектива»[3].

## Критика
Критики считают фильм пародией на серию фильмов И. Масленникова «Приключения Шерлока Холмса и доктора Ватсона». При этом «публика не замечает подмены и с восторгом принимает нового Холмса, попадающего в передрягу за передрягой, словно комедийный простофиля, за чистую монету».

## Интересные факты
- В своём блоге режиссёр мультфильма А. Бубнов заявил, что он будет снимать мультфильм «Холмс 3»[5]

Александр Бубнов: Закаялся уже делать продолжение Холмса (сколько можно! хочу другие фильмы!), но неожиданно «попёрло». Вдохновение ж нас не спрашивает.:) Сижу сейчас, записываю сценарий к Холмсу-3. Может, даже на полный метр наберётся. Называться будет «Королевские игрушки». Сюжет, конечно, рассказывать не буду, скажу только, что в новом фильме Холмс встретится с Зигмундом Фрейдом:) Производство намечается с 14 года. А пока короткометражки поделаю. Если Бог даст.